# Madagasoeuopsis luteicornis
Madagasoeuopsis luteicornis es una especie de coleóptero de la familia Attelabidae.

## Distribución geográfica
Habita en Madagascar.